# Farneta (Castroregio)
Farneta è l'unica frazione del comune di Castroregio in provincia di Cosenza, con una superficie di 5,2 km² e una popolazione di 87 abitanti.
La popolazione è costituita da una comunità di Arbëreshë, che ha conservato l'identità albanese per più di cinque secoli, espressa attraverso la lingua, le tradizioni, i costumi, la cultura materiale e spirituale, nonché il rito greco-bizantino.

## Geografia fisica
al piè del monte, cheta,

e dal frastuon lontana

s'erge Farneta. [...]»
(Domenico Licursi)
L'abitato di Farneta si trova a circa 6,86 km (distanza aerea) dal comune di Castroregio, di cui è frazione, e ben 32 km (seguendo la tortuosa strada che si diparte dalla Strada statale 481). È arroccata su un'altura (tra 850 a 895 m s.l.m.) attigua al Timpone La Rotondella (1016 m s.l.m.), ai confini tra la Basilicata e la Calabria. Il territorio è notevolmente ricco di esemplari di farne, da cui deriva il toponimo di Farneta.
Il territorio di Farneta rientra nella competenza amministrativa di Castroregio, ma quest'ultimo è costituito da due divisioni territoriali distaccate, in una delle quali è ubicata la frazione di Farneta, che confina con i comuni di Oriolo (CS), Alessandria del Carretto (CS) e Cersosimo (PZ).

## Storia
Non conosciamo la data di fondazione di Farneta, ma tenendo conto che le prime famiglie farnetane erano Licursi, Camodeca, Trupo, Pappadà e Smilari, cognomi di Coronei che nel 1534 erano giunti nel vicino San Paolo Albanese, possiamo dedurre che, nel tempo, alcuni componenti di queste famiglie si siano spostate verso Farneta.
Prima di stabilirsi dove sono oggi, si trasferirono in diversi territori fino a quando non si fermarono nel territorio dei Marchesi di Oriolo. I primi pagliai furono costruiti nel fondo di una valle; il "Katunish", così chiamarono l'insediamento, fu abbandonato poco dopo perché era infestato da una grande quantità di serpenti. Gli albanesi si spostarono verso l’attuale bivio di Oriolo, chiamando il nuovo insediamento "Katundi i vjeter". Abbandonarono anche quest’ultimo per spostarsi più in alto, verso una località alla quale diedero il nome di "San Procopio".
San Procopio non risulta nei censimenti del 1503, 1508, 1548, 1566, 1567, ma solo in quello del 1543, con 27 fuochi (nuclei familiari) albanesi; in tale censimento risultano i seguenti cognomi: Cacossi, Chidicamo, Comino, Discia, Flocca, Minaropolo, Minissi, Mirotto, Radu (poi De Rada), Similara (Smilara) e Valacca.
Prima del 1551 gli Arbëreshë abbandonarono San Procopio a causa della peste portata da un certo Costantino Licursi da Caserta, uomo di fiducia del marchese di Oriolo, e si spostarono più in alto, dove fondarono un villaggio al quale diedero il nome di "Farneta", riferendosi ai fitti boschi di farnie che lo circondavano. Dal censimento del 1551 risultano a Farneta circa 400 persone.
Il villaggio di Farneta venne diviso in due rioni, che gli Arbëreshë chiamarono entrambi "ka Mbatani" (l'altro rione), collegati con una breve strada in selciato, "nxilikata". Nel rione in basso si stabilirono le famiglie Trupo, Licursi e Pappadà; in quell’altro le famiglie Petta e Camodeca.
Caduto il feudalesimo nel 1806, Farneta, rimase frazione di Oriolo, distante circa 8 km. I Farnetani si erano sempre rifiutati di passare al rito latino, anche se la loro chiesa dipendeva dalla Diocesi di Anglona-Tursi. La resistenza degli Arbëreshë e la loro appartenenza religiosa influenzò anche la divisione organizzativa territoriale del 1819, quando divenne frazione di una comunità interamente arbëreshe, cioè di Castroregio, da cui dista 32 km; inoltre, nel 1919, con l'erezione dell’Eparchia di Lungro, entrò a far parte della nuova diocesi.

## Società

### Evoluzione demografica
La popolazione di Farneta, che verso la fine del 1800 ammontava a 450 abitanti e nel 1920 a 900 circa, attualmente, a causa dell'emigrazione di una parte considerevole di essa verso i centri industriali del nord, si è notevolmente ridotta, non contando più di 300 abitanti totali. Oggi conta 100 residenti circa (qualche decina di famiglie), in prevalenza dediti all'agricoltura e all'allevamento del bestiame bovino. Essa è diminuita in modo esponenziale (nel 2001 si contavano 138 abitanti), anche se nella stagione estiva (soprattutto nella festa di San Donato, patrono del paese) l'abitato si popola di alcuni emigranti, che tornano per qualche giorno a visitare il piccolo centro. Farneta è il centro meno popolato di tutto l'Alto Ionio Cosentino.

### Tradizioni e folclore
Le tradizioni culturali rimaste ancora oggi a Farneta si concentrano soprattutto nella musica di antichi strumenti popolari, alcuni di essi costruiti dai pochi artigiani locali (zampogna a chiave, surduline, ciaramelle) e nelle feste popolari, come quella del patrono San Donato, a cui è dedicata la suggestiva chiesa di Farneta. In questo periodo i suoni balcanici originari della popolazione si mischiano soprattutto con quelli popolari del luogo.

## Cultura
A Farneta si costruiscono strumenti della musica popolare (zampogne a chiave, surduline, ciaramelle, ecc.), storicamente dalla famiglia Pisilli. Si stampa il giornale in lingua albanese Rilindia Jug (Rinascita Sud).